# Questa specie d'amore
Questa specie d'amore è un film del 1972 diretto da Alberto Bevilacqua.
Il soggetto è tratto dall'omonimo romanzo Premio Campiello 1966 dello stesso regista. Vinse il David di Donatello per il miglior film in ex aequo con La classe operaia va in paradiso.

## Trama
Giovanna e Federico sono una coppia in crisi: lei lo tradisce e tuttavia quando il padre di lui, vecchio antifascista, viene a trovare il figlio, è in grado di far ritrovare ad entrambi i valori di fede e morale che avevano perduto.

## Riconoscimenti
- 1972 - David di Donatello
  - Miglior film a Mario Cecchi Gori
- 1973 - Nastro d'argento
  - Migliore soggetto a Alberto Bevilacqua
  - Migliore sceneggiatura a Alberto Bevilacqua
- 1972 - Globo d'oro
  - Miglior film a Alberto Bevilacqua
- 1972 - Grolla d'oro
  - Migliore regista esordiente a Alberto Bevilacqua